# حارة الاحمدي (خور مكسر)
حارة الاحمدي هي إحدى حارات حي السعادة الواقع بمديرية خور مكسر التابعة لمحافظة عدن، بلغ تعداد سكانها 2127 نسمة حسب تعداد اليمن لعام 2004.